# Listă de personalități din Oradea
Aceasta este o listă alfabetică a personalităților născute în municipiul Oradea:

## A
- Ádám Abet (1867 - 1947), scriitor, jurnalist;
- Emil Adorján (1873 - 1944), scriitor, jurnalist;
- Sámuel Ajtai (1774 - 1818), scriitor, traducător;
- Sándor Antal (1882 - 1944), scriitor, sculptor;
- Emeric Arus (1938 - 2022), scrimer;
- Sándor Asztalos (1890 - 1959), scriitor, jurnalist.

## B
- Orlando Balaș (n. 1971), scriitor;
- Iuliu Baratky (1910 - 1962), fotbalist;
- Gabriel Báthory (1589 - 1613), fost principe al Transilvaniei, ultimul principe din familia Báthory;
- Sigismund Báthory (1572/1573? - 1613), principe de Transilvania;
- Cosmin Bărcăuan (n. 1978), fotbalist;
- Ferenc Bencze (1924 - 1990), actor;
- Kálmán Benda (1913 - (1994), istoric și arhivar;
- Ödön Beöthy (1796 - 1854), deputat în Parlamentul Ungariei, vicecomite și comite al comitatului Bihor;
- Valentina Boștină (1940 - 1994), sculptoriță;
- Zeno Bundea (n. 1977), fotbalist.

## C
- Mircea Cantor (n. 1977), artist;
- Gheorghe-Ioan Carțiș (1936), inginer, rector al Universității Politehnica Timișoara;
- Nadia Chebap (1894 - 1971), pianistă; profesoară la Universitatea Națională de Muzică București;
- David Ciente (n. 1989), producător de muzică;
- Cristian Cigan (n. 1987), fotbalist
- Ovidiu Cotruș (1926 - 1977), poet și critic literar, deținut politic sub regimul comunist;

## D
- Ciprian Danșa (n. 1976), arbitru de fotbal.
- Iosif Demian (n. 1941), regizor și operator de film, emigrat în Australia;
- Nicolae Diaconu (n. 1980), jucător de polo pe apă

## E
- Jenő Elefánt (1899 - 1945), pictor expresionist

## G
- Ramses Gado (n. 1982), fotbalist;
- Ernő Gáll (1917 - 2000), filozof, membru corespondent al Academiei Române;
- Emanoil Gojdu (1802 - 1870), avocat, militant pentru drepturile românilor; a lăsat posterității Fundația Gojdu;
- Mihai Groza (n. 1958), politician, fost primar al orașului Oradea;
- Ernő Grünbaum (1908 - 1945), pictor, grafician;
- Romulus Guga (1939 - 1983), scriitor.

## H
- Éva Heyman (1931 - 1944), victimă celebră a Lagărului de concentrare Auschwitz;
- Miklós Hubay (1918-2018), scriitor

## K
- Endre Kabos (1906 - 1944), scrimer de performanță;
- Béla Kamocsa (1944 - 2010), instrumentist și cântăreț de rock, blues și jazz;
- Claudiu Keșerü (n. 1986), fotbalist;
- Jenő Knézy (1944 - 2003), jurnalist și reporter sportiv;

## L
- Aurel Lazăr (1872 - 1930), avocat, politician, fost primar al municipiului Oradea;
- Erik Lincar (n. 1978), fotbalist

## M
- Mircea Malița (n. 1927), matematician, eseist, academician, diplomat, profesor universitar;
- Teofil Moraru, primul antrenor al echipei naționale de fotbal a României;
- Bernát Munkácsi (1860 - 1937), lingvist, orientalist și etnograf.

## N
- NAVI (n. 1990), cântăreață, compozitoare;
- Mihai Neșu (n. 1983), fotbalist

## O
- Liviu Olah (1934-2008), teolog și pastor baptist

## P
- Petrus Pázmány (1570 - 1637), călugăr iezuit și scriitor;
- Ioan Pop de Popa (n. 1927), medic cardiolog, politician;
- Florin Liviu Pop (n. 1990), fotbalist;
- Liviu Popa (1921 - 1977) arhitect și scenograf de teatru și film;
- Marius Popa (n. 1978), fotbalist;
- Titus Popovici (1930 - 1994), scriitor și scenarist, membru corespondent al Academiei Române

## R
- Emil Rengle (n. 1990), compozitor, coregraf, dansator, regizor, cântăreț;
- Francisc Rhédei (1610 - 1667), principe al Transilvaniei;
- Kálmán Rimanóczy, (1870 - 1912), arhitect
- Ladislau Ritli (n. 1948), medic, om politic.

## S
- Sebastian Sfârlea (n. 1981), fotbalist;
- Brúnó Straub (1914 - 1996), biochimist, om politic maghiar, ultimul președinte al Republicii Populare Ungare;
- Anna Széles (n. 1942), actriță;
- Gabriella Szűcs (n. 1984), handbalistă.

## T
- Cristian Tabără (n. 1967), jurnalist și prezentator de televiziune;
- Zoltán Teszári (n. 1970), om de afaceri; controlează RCS & RDS;
- Lajos Tisza (1798 - 1856), om politic maghiar, membru al Dietei Ungariei, vicecomite și comite al comitatului Bihor.

## U
- Daniel Usvat (n. 1973), fotbalist.

## V
- Julia Varady (n. 1941), soprană;
- Romulus Vulpescu (1933 - 2012), scriitor, traducător, editor, publicist și politician.

## W
- Nándor Wagner (1922 - 1997), sculptor, pictor, emigrat în Japonia;
- AG Weinberger (n. 1965), muzician, producător radio.

## Z
- Mircea Zaciu (1928 - 2000), critic și istoric literar român, membru de onoare al Academiei Române.

## Alte persoane legate de municipiul Oradea
- Iosif Vulcan (1841 - 1907), publicist și scriitor, animator cultural, membru al Academiei Române; un muzeu din Oradea îi poartă numele;
- Petru Filip, (n. 1955), om politic, fost primar al municipiului Oradea; reprezintă România în Parlamentul European;
- Tiberiu Moșoiu (1898 - 1953), jurist, profesor universitar, om politic, primar al municipiului Oradea;
- Alfred Macalik (1888 - 1979), pictor, grafician austriac, stabilit în Oradea;
- Rogerius (1201/1205 - 1266), călugăr din Italia, devenit ulterior canonic de Oradea;

### Regi înmormântați în Oradea
- 1096 - Ladislau I al Ungariei
- 1131 - Ștefan I al Ungariei
- 1235 - Andrei al II-lea al Ungariei
- 1395 - Maria de Ungaria
- 1437 - Sigismund de Luxemburg